# باقر عبد الغني
محمد باقر عبد الغني صالح مرزة البلداوي، (ولد في بلد سنة 1921 – توفي في 13 يوليو 1973)، هو أكاديمي وأديب وباحث عراقي، الشهير بباقر عبد الغني.

## النشأة والتعليم
ولد في مدينة بلد سنة 1921. تلقى تعليمه الابتدائي فيها، ثم التحق بدار المعلمين العالية سنة 1936 وتخرج منها سنة 1939. عمل في التدريس حتى عام 1944. في سنة 1945، سافر إلى مصر لدراسة الأدب العربي في جامعة القاهرة (كلية الملك فؤاد)، وحصل منها على شهادة البكالوريوس. واصل دراسته في فرنسا حيث حصل على الدكتوراه في الأدب العربي من جامعة السوربون عام 1959 عن أطروحته حول (جرير - الفرزدق - الأخطل). كما نال شهادة دكتوراه دولة في الموضوع نفسه بعنوان شعر أبي العباس التطيلي الأعمى الأندلسي في السنة ذاتها.

### العمل الأكاديمي
كان يُجيد اللغتين الفرنسية والإنجليزية بطلاقة. بعد عودته من فرنسا، عُين في معهد اللغات، ثم أصبح عميداً له، وكانت مدة الدراسة حينها ثلاث سنوات. خلال فترة عمادته، عمل على تطوير المعهد وأضاف سنة دراسية ليصبح كلية اللغات. كما أضاف لغتين جديدتين للدراسة هما الإيطالية واليابانية. وأُقيل من منصبه بعد تسلم حزب البعث للسلطة، لأسباب غير معروفة.

## النشاطات الاجتماعية والسياسية
1. كان له حضور اجتماعي وعلمي وعشائري وأكاديمي وسياسي واسع.
2. شارك مع شخصيتين من بلد وآخرين في تأسيس أول حزب مدني في العراق خلال ستينيات القرن العشرين.
3. كان من مؤسسي جامعة الكوفة.

## الوفاة
توفي إثر نوبة قلبية في 13 يوليو 1973 عن عمر يناهز 52 عاماً.